# 311 до н. е.
Перший рік за ерою Селевкідів.

## Події
- Закінчилася третя війна діадохів. За її підсумками Кассандр Македонський був оголошений правителем Македонії. Малу Азію передали Антигону.
- Консули Риму Квінт Емілій Барбула та Гай Юній Брут Бубульк.
- В ході карфагенсько-сіракузької війни відбулася битва на річці Хімера, у якій Гамількар на чолі карфагенського війська розбив грецьку армію Агафокла. Агафокл з рештками військ відступив до Сіракуз. Розпочалася облога Сіракуз карфагенською армією.
- Засноване місто Ченду.
- Внутрішній конфлікт у Боспорському царстві (311 – 310)
- Битва при Фаті